# Classe Bävern
La classe Bävern (« Castor » en suédois) était une classe de trois sous-marins de la marine royale suédoise, livrés en 1920.

## Conception
Ces navires à double coque ont été fabriqués en Suède sous licence acquise auprès d’AG Weser à Brême. De cette façon, le savoir-faire sous-marin allemand a été transféré en Suède. Cependant, la classe s’inspirait du type français Maxime Laubeuf et avait une hélice à vis cylindrique. Les navires emportaient huit torpilles et avaient une autonomie d’environ 580 milles marins. C’étaient les premiers sous-marins suédois capables de rester en immersion pendant plus de 24 minutes. Les sous-marins de type Bävern étaient de classe 3 et devaient résister à des obus blindés.

## Historique
La classe se composait initialement de trois bateaux : les HMS Bävern, HMS Illern et HMS Uttern. Tous ont été désarmés lorsque la Seconde Guerre mondiale a éclaté et ils ont ensuite été remis en service, mais ils étaient obsolètes et ils ont été mis au rebut avant la fin de la guerre.
En 1925, le bateau HMS Valen a été ajouté, qui était basé sur la classe Bävern et est devenu le premier sous-marin mouilleur de mines du pays. Il avait la construction de la coque de type Bävern et avait en grande partie les mêmes dimensions. Même l’équipement mécanique et électrique était identique à la classe Bävern. Conservant l’armement de torpilles et d’artillerie de la classe Bävern, le Valen a également reçu 10 puits de mines avec 20 mines à l’extérieur de la coque sous pression. En outre, une mitrailleuse lourde de 25 mm a été ajoutée. Le Valen s’est avéré être une conception réussie et avait de bonnes performances. Il a été en service pendant les années de contingence jusqu’à l’automne 1943, quand il a été désarmé pour être mis hors service l’automne suivant.

## Navires de la classe
| Nom        | Chantier naval   | Pose de la quille | Lancement       | Commission       | Destin                                          |
| ---------- | ---------------- | ----------------- | --------------- | ---------------- | ----------------------------------------------- |
| HMS Bävern | Kockums          | 1916              | 5 mars 1921     | 28 juin 1921     | radié de la liste des navires le 6 octobre 1944 |
| HMS Illern | Karlskronavarvet | 1916              | 30 juin 1921    | 28 novembre 1921 | radié de la liste des navires le 8 octobre 1943 |
| HMS Uttern | Karlskronavarvet | 1916              | 25 juillet 1921 | 11 décembre 1921 | radié de la liste des navires le 6 octobre 1944 |